# Antonia Münchow
Antonia Ariane Josephine Münchow (* 23. Februar 1994 in Berlin) ist eine deutsche Schauspielerin. Sie ist die Tochter von Torsten Münchow  und Sylvia Krupicka. Ihr Bruder Ben Münchow ist ebenfalls  Schauspieler.
Sie absolvierte ihr Schauspielstudium an der Hochschule für Musik und Theater Hamburg und an der Hochschule für Musik, Theater und Medien Hannover.
Münchow spielte ab Anfang Dezember 2006 die Hauptrolle der Marleen Schulte in der Kinder- und Jugendserie Schloss Einstein.
Seit 2019 ist sie Ensemblemitglied am Münchner Residenztheater.

## Filmografie
- 2006–2007: Schloss Einstein (Fernsehserie)
- 2012: Klinik am Alex (Fernsehserie, Folge Familienbande)
- 2020: Tatort: Der letzte Schrey (Fernsehreihe)

## Theater (Auswahl)

### Residenztheater München
- 2020: Das Erdbeben in Chili (Ensemble). Nach der gleichnamigen Novelle von Heinrich von Kleist. Inszenierung: Ulrich Rasche[3]

- 2020 Der eingebildete Kranke oder das Klistier der reinen Vernunft, Inszenierung: Claudia Bauer
- 2021: Unsere Zeit (als Ulli) Von Simon Stone nach Motiven von Ödön von Horváth (Uraufführung/Auftragswerk). Inszenierung: Simon Stone[4][5][6][7][8][9]

## Auszeichnungen
- 2022: Kurt-Meisel-Preis Förderpreis